# Kevin J. O'Connor
Kevin James O'Connor (Chicago, 15 novembre 1963) è un attore statunitense.
Ha debuttato al cinema con Francis Ford Coppola in Peggy Sue si è sposata (1986).
Ha recitato in Deep Rising - Presenze dal profondo (1998), La mummia (1999), Van Helsing (2004), Il petroliere (2007) e G.I. Joe - La nascita dei Cobra (2009).
È tra gli interpreti preferiti del regista Stephen Sommers, che lo sceglie spesso per i suoi film.

## Filmografia parziale

### Cinema
- Peggy Sue si è sposata (Peggy Sue Got Married), regia di Francis Ford Coppola (1986)
- The Moderns, regia di Alan Rudolph (1988)
- Fiori d'acciaio (Steel Magnolias), regia di Herbert Ross (1989)
- Un amore passeggero (Love at Large), regia di Alan Rudolph (1990)
- F/X 2 - Replay di un omicidio (F/X2), regia di Richard Franklin (1991)
- Eroe per caso (Hero), regia di Stephen Frears (1992)
- Equinox, regia di Alan Rudolph (1993)
- Fuga da Absolom (No Escape), regia di Martin Campbell (1994)
- Il colore della notte (Color of Night), regia di Richard Rush (1994)
- Operazione Canadian Bacon (Canadian Bacon), regia di Michael Moore (1995)
- Il signore delle illusioni (Clive Barker's Lord of Illusions), regia di Clive Barker (1995)
- Virtuality (Virtuosity), regia di Brett Leonard (1995)
- Amistad, regia di Steven Spielberg (1997)
- Deep Rising - Presenze dal profondo (Deep Rising), regia di Stephen Sommers (1998)
- Demoni e dei (Gods and Monsters), regia di Bill Condon (1998)
- La mummia (The Mummy), regia di Stephen Sommers (1999)
- Chill Factor - Pericolo imminente (Chill Factor), regia di Hugh Johnson (1999)
- Oltre il limite (If... Dog... Rabbit), regia di Matthew Modine (1999)
- Van Helsing, regia di Stephen Sommers (2004)
- Che bel pasticcio (Kettle of Fish), regia di Claudia Myers (2006)
- Caccia spietata (Seraphim Falls), regia di David Von Ancken (2006)
- Il petroliere (There Will Be Blood), regia di Paul Thomas Anderson (2007)
- G.I. Joe - La nascita dei Cobra (G.I. Joe: The Rise of Cobra), regia di Stephen Sommers (2009) - cameo
- The Master, regia di Paul Thomas Anderson (2012)
- The Cleanse, regia di Bobby Miller (2016)
- Widows - Eredità criminale (Widows), regia di Steve McQueen (2018)
- Captive State, regia di Rupert Wyatt (2019)

### Televisione
- The Caine Mutiny Court-Martial, regia di Robert Altman – film TV (1988)
- Il ritorno del maggiolino tutto matto (The Love Bug) , regia di Peyton Reed - film TV (1997)
- Chicago P.D. – serie TV, 14 episodi (2014-2015)
- Catch-22 – miniserie TV, 6 puntate (2019)

## Doppiatori italiani
Nelle versioni in italiano delle opere in cui ha recitato, Kevin J. O'Connor è stato doppiato da:
- Vittorio Stagni in Fiori d'acciaio
- Stefano Mondini in Eroe per caso
- Antonio Sanna in Fuga da Absolom
- Riccardo Rossi in Deep Rising - Presenze dal profondo
- Simone Mori in Demoni e dei
- Roberto Accornero in Law & Order: Criminal Intent
- Edoardo Nevola in La mummia
- Ennio Coltorti in Van Helsing
- Mauro Bosco in Caccia spietata
- Riccardo Niseem Onorato ne Il petroliere
- Alberto Bognanni in Captive State
- Angelo Maggi in The Master
- Mauro Gravina in Chicago P.D.